# Caitlyn Jenner
Pour les articles homonymes, voir Jenner.
Caitlyn Marie Jenner est une personnalité américaine du monde des médias née le 28 octobre 1949 à Mount Kisco dans l'État de New York.
Femme trans ayant réalisé son coming out en 2015, Jenner a auparavant été célèbre comme athlète masculin (sous l'identité de William Bruce Jenner). Spécialiste du décathlon dans les années 1970, Jenner a notamment remporté la médaille d'or lors des Jeux olympiques d'été 1976 à Montréal et amélioré trois fois consécutivement le record du monde de la discipline de 1975 à 1976.

## Biographie

### Jeunesse
Jenner naît le 28 octobre 1949 à Mount Kisco (New York). Le bébé est appelé William Bruce par ses parents, Esther R. McGuire et William Hugh Jenner, un arboriculteur,,. Une sœur aînée, Pam,,, une sœur cadette, Lisa et un frère cadet, Burt, complètent la famille. Burt mourra dans un accident de voiture à Canton (Connecticut) en 1976, peu de temps après le succès de l'athlète aux Jeux olympiques,.
Jenner lutte avec une dyslexie non diagnostiquée et une dysphorie de genre dès son plus jeune âge.

### Études
Jenner étudie à la Sleepy Hollow High School à Sleepy Hollow (New York), durant ses deux premières années d'école secondaire, puis à la Newtown High School à Newtown, et obtient son diplôme en 1968.
Une bourse en football lui est allouée, au Graceland College (aujourd'hui Université Graceland) dans l'Iowa, mais, en raison d'une blessure au genou, l'athlète doit abandonner le football pour le décathlon. L.D. Weldon, entraîneur d'athlétisme de Graceland et mentor de Jenner, est le premier à reconnaître son potentiel et encourage son élève à poursuivre dans cette discipline. Jenner fait ses débuts dans le décathlon aux Drake Relays à Des Moines en 1970, se classant cinquième et valide, en 1973, un diplôme en éducation physique au Graceland College.

### Carrière sportive
L'athlète dispute sa première compétition en 1970 lors des Drake Relays de Des Moines, réalisant le score de 6 991 points. En 1972 à Eugene, Jenner se classe troisième des sélections aux États-Unis pour les Jeux olympiques de Munich, et prend la dixième place finale avec 7 722 points. Victime d'une fracture au pied et d'une lésion à une vertèbre, l'athlète ne dispute aucune compétition majeure durant l'année 1973.
En 1974, Jenner quitte l'université de Graceland pour l'université d'État de San José, en Californie, pour s'entraîner toute l'année et bénéficier des conseils d'entraîneurs d'athlétisme réputés. Jenner remporte en juin son premier titre aux Championnats des États-Unis. Le 10 août 1975, lors du match d'athlétisme États-Unis / Pologne / URSS se déroulant à Eugene, Jenner établit un nouveau record du monde du décathlon avec 8 524 points, améliorant de 70 points la meilleure marque mondiale du Soviétique Mykola Avilov datant des Jeux olympiques de 1972. Plus tard dans la saison, Jenner remporte son premier succès lors d'une compétition internationale majeure en s'imposant lors des Jeux panaméricains de Mexico avec un total de 8 045 points.
Le 26 juin 1976 à Eugene, Jenner remporte son deuxième titre de champion des États-Unis en battant son propre record du monde avec 8 538 points. Aux Jeux olympiques de Montréal, l'athlète améliore quatre records personnels lors des cinq épreuves de la première journée de compétition, signant notamment 10 s 94 sur 100 m, 7,22 m au saut en longueur, 15,35 m au lancer du poids, et 2,03 m au saut en hauteur. Totalisant 4 298 points, soit 164 points de mieux qu'au même stade de la compétition lors de son record du monde de Eugene, Jenner occupe la deuxième place du classement général provisoire, derrière l'Allemand Guido Kratschmer (4 333 points). Le 30 juillet 1976, Jenner est largement devancé sur 110 m haies par le champion olympique en titre Mykola Avilov (14 s 84 contre 14 s 20), mais remporte ensuite l'épreuve du lancer du disque (50,04 m), et réalise successivement 4,80 m au saut à la perche et 68,52 m au lancer du javelot. Avec l'assurance de remporter le titre olympique avant même le début de la dernière épreuve, Jenner conclut le 1 500 m en 4 min 12 s 6 (cinquième record personnel de la compétition), terminant à près d'une seconde du Soviétique Leonid Lytvynenko après avoir livré un sprint final dans les 300 derniers mètres. Sa performance de 8 618 points lui vaut un nouveau record du monde de la discipline, le troisième réalisé par l'athlète en moins d'un an et demi. Guido Kratschmer se classe deuxième du général avec 8 411 points, Mykola Avilov est troisième avec 8 369 points.
En 1977, Jenner est sélectionné par les Kings de Kansas City à la Draft de la NBA, mais ne jouera jamais professionnellement au basket-ball,.

#### Records du monde
- 8 524 points, le 10 août 1975 à Eugene
- 8 538 points, le 26 juin 1976 à Eugene
- 8 618 points, le 30 juillet 1976 à Montréal

#### Palmarès
| Date | Compétition        | Lieu     | Résultat | Points    |
| ---- | ------------------ | -------- | -------- | --------- |
| 1972 | Jeux olympiques    | Munich   | 10e      | 7 772 pts |
| 1975 | Jeux panaméricains | Mexico   | 1er      | 8 045 pts |
| 1976 | Jeux olympiques    | Montréal | 1er      | 8 618 pts |

### Télévision
En 1980, Jenner joue le role de Ron White dans le film Can't Stop the Music, inspiré de la véritable histoire des Village People.
En 1981, Jenner joue le rôle de l'officier Steve McLeish dans la cinquième saison de série télévisée américaine CHiPs diffusée sur le réseau NBC.
Jenner apparaît en 1985 sous les traits de Zak Farrell dans le seizième épisode de la première saison d'Arabesque, intitulé Mort subite.
En 2003, Jenner participe à I'm a Celebrity… Get Me Out of Here! pour la chaine américaine ABC et termine à la 4e place.
Jenner participe en 2005, sur la chaîne américaine Fox, à Skating with Celebrities. C'est l'actrice Kristy Swanson qui remporte le jeu, tandis que Jenner termine à la 3e place.
À partir de 2007, Jenner est la vedette de l'émission de téléréalité américaine L'Incroyable Famille Kardashian aux côtés de son ex-épouse, de ses belles-filles Kourtney, Kim et Khloé Kardashian, de son beau-fils Robert Kardashian Jr et de ses filles Kendall et Kylie Jenner. L'émission compte 18 saisons diffusées en France sur la chaine E!.
En 2019, Jenner participe sur la chaîne anglaise ITV à la 19e saison de la version britannique de I'm a Celebrity… Get Me Out of Here!. Au bout du 20e jour, elle se fait éliminer en même temps que la chanteuse Nadine Coyle, et termine à la 6e place.
En mars 2021 elle participe à la 5e saison de The Masked Singer sur la chaine FOX. Elle est éliminée lors du deuxième épisode.
Durant l'été 2021, elle participe à l'émission Big Brother VIP en Australie.

### Engagement politique
Caitlyn Jenner est membre du Parti républicain et vote pour Donald Trump à l'élection présidentielle de 2016 pour ses propos en faveur des LGBT, mais critique sa décision de refuser les personnes transgenres dans l'armée. En 2018, elle déclare s’être « trompée » quand elle apprend que l’administration « envisage de définir l'identité sexuelle d'un individu en fonction des seuls organes sexuels dont il était doté à la naissance ».
Elle soutient le mariage homosexuel.
En 2021, elle annonce sa candidature à la fonction de gouverneur de Californie, considérant pouvoir être « la seule outsider à pouvoir mettre un terme au mandat désastreux » du sortant démocrate, Gavin Newsom. Cette candidature suscite des réactions mitigées au sein des associations et du milieu LGBTQ, où on lui reproche d'avoir soutenu Donald Trump en 2016 et d'avoir engagé dans son équipe de campagne des anciens de l'équipe Trump.

### Vie privée

#### Mariages et famille
Son premier mariage dure de 1972 à 1981 avec Chrystie Crownover, deux enfants sont nés de cette union : Burt (1978) et Cassandra Lynn (1980). En 1981, Jenner épouse l'actrice Linda Thompson, qui a longuement raconté leur histoire ; le couple a deux enfants, Brandon (1981) et Brody (1983). Un autre mariage a lieu, en 1991, avec Kris Jenner — ex-épouse de l'avocat Robert Kardashian — en naissent Kendall Jenner et Kylie Jenner ; le couple se sépare en 2013.

#### Parcours de transition
En décembre 2013, Jenner annonce avoir pris rendez-vous avec un chirurgien pour une chondrolaryngoplastie. Jenner dément sa transidentité, déclarant ne jamais avoir aimé sa trachée. L'intervention chirurgicale a lieu début 2014.
Le 24 avril 2015, Jenner réalise son coming out en déclarant, lors d'un entretien accordé à la chaîne ABC, être une femme transgenre et souhaiter entamer une transition administrative afin que son identité soit légalement et officiellement reconnue. À cette occasion, Jenner se désigne au masculin comme au féminin et utilise encore le nom de « Bruce », disant que « Bruce vivait dans un mensonge ».
Jenner subit en mai 2015 des opérations de réassignation sexuelle effectuées par les chirurgiens Gary Alter et Harrison Lee. Le 1er juin 2015, elle médiatise sa transition en apparaissant en une du magazine Vanity Fair, photographiée par Annie Leibovitz, indiquant à cette occasion qu'elle souhaite désormais être appelée Caitlyn,. Interviewée par Diane Sawyer, elle annonce avoir recouru à « l'opération chirurgicale "finale" » (vaginoplastie) en janvier 2017,. Le 25 avril de la même année est publiée son autobiographie The Secrets of My Life.